# Ноктюрн (фільм)
«Ноктюрн» (латис. Noktirne) — радянський художній фільм 1966 року, військова драма. Знятий за мотивами однойменного оповідання Жана Гріви, в минулому бійця інтернаціональної бригади.

## Сюжет
Останній етап Громадянської війни в Іспанії. Республіканська армія відступила за Піренеї. Випадково перетинаються дороги латиша Жоржа, бійця одного із загонів, і француженки, медсестри Іветти. Вони покохали один одного, але загубилися в метушливому вихорі війни. Іветті вдалося перейти кордон і сховатися на батьківщині, а Жорж потрапив до концентраційного табору. Минуло кілька років, Франція окупована гітлерівськими військами. У невеликому марсельському ресторанчику, Жорж, що втік з табору, зустрічає кохану. Обидва приєднуються до партизанів на одній з секретних гірських баз. Коли основна частина загону пішла на завдання, табір був атакований карателями. У жорстокому бою Іветта гине, зовсім трохи не дочекавшись повернення товаришів.

## У ролях
- Пола Ракса —  Іветта
- Гунарс Цилінскіс —  Жорж
- Юріс Мартіньш Плявіньш —  Лейнгрен
- Володимир Васильєв —  довготелесий солдат
- Валдеко Ратассепп — епізод
- Карліс Тейхманіс — епізод
- Олександр Строєв — епізод
- Яніс Зенне — епізод
- Олександр Лемберг — епізод

## Знімальна група
- Автор сценарію: Антон Станкевич
- Режисер-постановник: Ростислав Горяєв
- Оператор-постановник: Гвідо Скулте
- Художник-постановник: Улдіс Паузерс
- Композитор: Ромуальд Грінблат
- Монтажер: Еріка Мєшковська